# Astragalus algarbiensis
Astragalus algarbiensis es una especie de planta herbácea perteneciente a la familia de las leguminosas. Es originaria del Norte de África.

## Distribución y hábitat
Se encuentra entre las arena y oueds, de Marruecos.

## Taxonomía
Astragalus algarbiensis fue descrita por Alexander von Bunge y publicado en Mém. Acad. Imp. Sci. Saint Pétersbourg, Sér. 7 11(16): 9. 1868.
Etimología
Astragalus: nombre genérico derivado del griego clásico άστράγαλος y luego del Latín astrăgălus aplicado ya en la antigüedad, entre otras cosas, a algunas plantas de la familia Fabaceae, debido a la forma cúbica de sus semillas parecidas a un hueso del pie.
algarbiensis: epíteto geográfico que alude a su localización en el Algarve.
Sinonimia
- Tragacantha algarbiensis (Bunge) Kuntze	[5]